# Американ Фолс
Американ Фолс (на английски: American Falls) е град в окръг Пауър, щата Айдахо, САЩ. Американ Фолс е с население от 4111 жители (2000) и обща площ от 4 km². Намира се на 1343 m надморска височина. ЗИП кодът му е 83211, а телефонният му код е 208.